# Something Just Like This
"Something Just like This'"는 미국의 일렉트로닉 듀오 체인스모커스와 영국의 록 밴드 콜드플레이의 노래이다. 2017년 2월 22일 발매된 체인스모커스의 데뷔 앨범 Memories...Do Not Open의 두번째 싱글이자, 콜드플레이의 13번째 EP Kaleidoscope의 리드 싱글이다. "Something Just like This"는 2017년 NCAA 남자 농구 대회의 테마곡으로 사용되었다. 60회 그래미상의 베스트 팝 듀오/그룹 퍼포먼스 부문에 후보로 올랐다.